# Paolo Blundo Canto
Paolo Blundo Canto (Torino, 18 aprile 1979) è un oboista e compositore italiano.
Ha scritto opere per pianoforte solo, per strumento solista e pianoforte e per vari gruppi cameristici, con particolare predilezione per i fiati. È autore inoltre di elaborazioni e fantasie su temi tratti da opere liriche, tra cui la celebre Fantasia su temi della Cenerentola di Rossini per clarinetto, oboe e pianoforte, che fa parte del repertorio dei Solisti della Scala-Trio (Fabrizio Meloni, Francesco Di Rosa e Nazzareno Carusi), i quali l'hanno eseguita nei loro concerti in Italia (Ancona, Jesi, Reggio Emilia), Turchia (Istanbul, Ankara, Smirne, Eskişehir), Canada (Toronto), Cuba (L'Avana),  e Stati Uniti (Washington, Chicago, Los Angeles).

## Le composizioni
- Divertimento in re minore per oboe e pianoforte
- Fantasia su temi della Cenerentola di Rossini per clarinetto oboe e pianoforte
- Sonnambula-trio per oboe corno inglese e fagotto
- Sonata per oboe e pianoforte
- Dittico per clarinetto oboe e pianoforte
- Sonata per clarinetto e pianoforte
- Sonatina per oboe o altro strumento a fiato
- Quintetto per fiati
- Quartetto per flauto (oboe) clarinetto corno e contrabbasso (fagotto)
- Sax-duo
- Sonata per flauto e pianoforte
- Sonata per fagotto e pianoforte
- Dialogo per oboe e fagotto (o corno inglese)
- Sogni d'autunno per oboe e orchestra
- Ricordi lontani per orchestra
- Serenata per oboe e pianoforte
- Sonatina n.2 per oboe solo
- Quattro pezzi in trio per oboe, fagotto e pianoforte
- Trio per oboe, fagotto e pianoforte
- Valzer per pianoforte
- Trio per flauto, oboe e pianoforte

| Controllo di autorità | SBN PALV062810 |